# Métrocâble (Grenoble)
Téléphérique urbain Fontaine - Saint-Martin-le-Vinoux
Pour les articles homonymes, voir Metrocable.
Le Métrocâble, dénommé également Téléphérique urbain Fontaine - Saint-Martin-le-Vinoux (mais dont le nom n'est pas encore officiellement fixé)  est un projet de transport urbain par câble lancé par le SMMAG dans la métropole de Grenoble. Il devait relier en 2025 sur une distance de 3,7 kilomètres Saint-Martin-le-Vinoux à Fontaine via la presqu'île scientifique de Grenoble.
Plusieurs mouvements d'opposition à ce projet se sont mis en place, notamment par des riverains affectés par les futurs travaux d'installation du câble, ainsi que par une association locale d'usagers de transport collectif.
En décembre 2024, ce projet de liaison par câble est « mis en pause » durant au moins deux ans afin d'être « repensé », selon une déclaration du SMMAG, organisme public gestionnaire des transports locaux.

## Historique

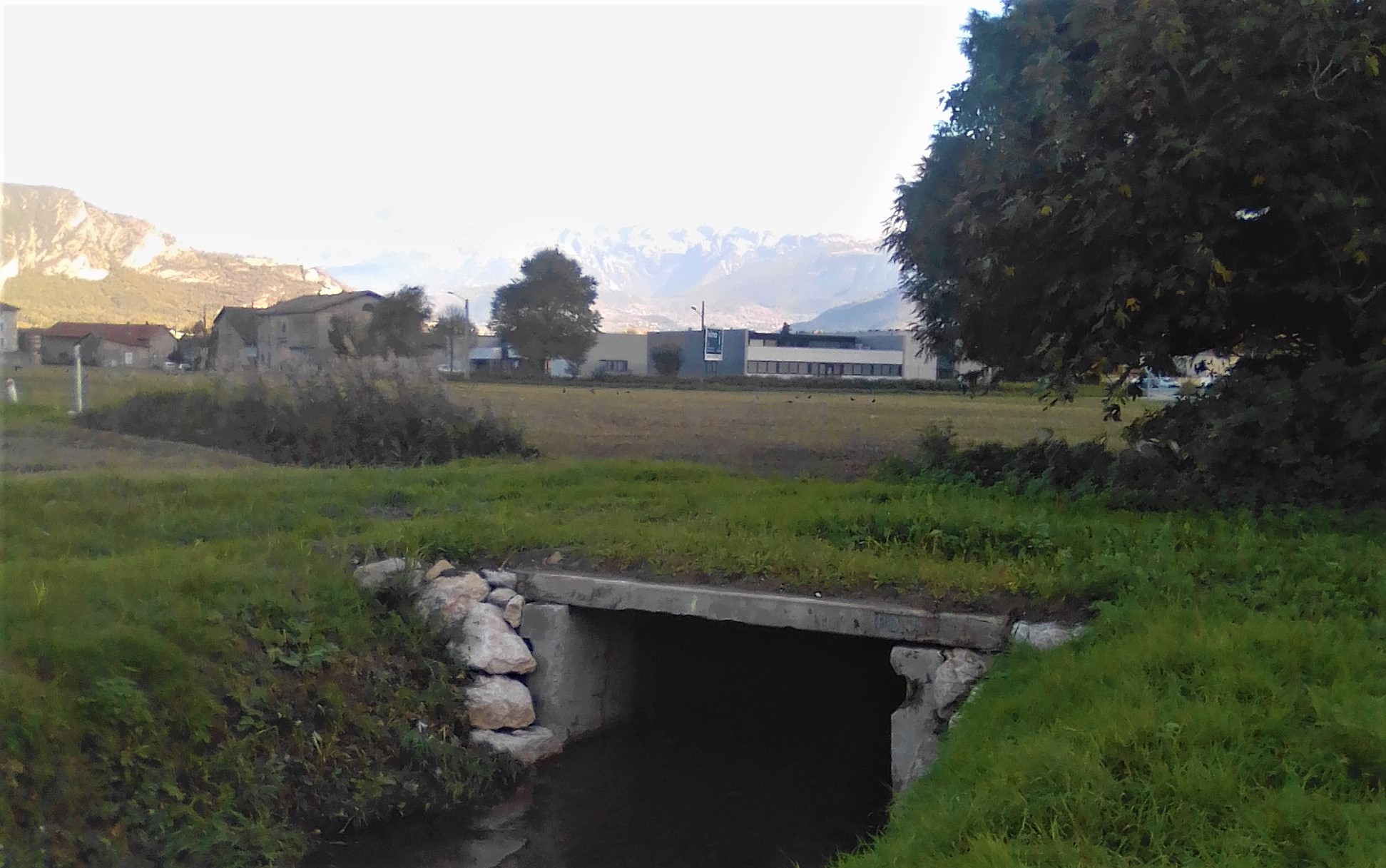
Sassenage (secteur de l'Argentière ou doivent être installés les pylônes du métrocâble)

Après l'abandon du projet de téléphérique devant relier le massif du Vercors au terminus de la ligne A du tramway, lancé par Grenoble-Alpes Métropole, un nouveau projet de téléphérique urbain passant par la presqu'île est retenu par cette même collectivité en juillet 2015. Le tracé d'une distance de 3,7 kilomètres devant relier le terminus de la ligne A du tramway à la ligne E du tramway de Saint-Martin-le-Vinoux via le terminus de la ligne B du tramway sur la presqu'île, doit servir aux 70 000 déplacements quotidiens supplémentaires prévus sur la presqu'île scientifique. Il devait initialement être mis en service en 2021, mais début 2018, seuls 22 millions d'euros sont financés sur les 57 millions estimés du projet, reportant ainsi sa mise en service à l'année 2023. En juin 2020, ce projet est estimé à un coût de 65 millions d'euros, voire 80 millions d'euros selon les opposants au projet.
En février 2020, le groupement Poma-Egis-Groupe 6 est choisi pour les travaux,. En juin 2020, l'échéance du début des travaux en 2022 et celle d'une mise en service pour 2024 sont retenues par le syndicat mixte des mobilités de l'aire grenobloise,,. Une première enquête publique s'est déroulé du 6 octobre au 1er décembre 2021. L'enquête d'intérêt public débute à l'automne 2022.
Le projet voit ensuite sa mise en service reportée à 2025 et voit sa viabilité remise en cause par l'abandon du projet urbain des portes du Vercors en mars 2023, la zone ayant été déclarée inondable et non constructible par l'autorité environnementale,.
L'enquête publique débuté le 6 novembre et sera sera clos le 21 décembre 2023. Selon le SMMAG, la mise en service de ce nouveau mode de transport est désormais envisagée à partir pour l'année 2026. Le chantier ne pourra débuter qu'une fois l'enquête publique sera terminée et ses conclusions rendues.

## Caractéristiques techniques
Les études lancées par le SMTC devenu SMMAG ont envisagé deux modes pour cet axe : une ligne de bus Chrono ou un télécabine urbain. Du fait des nombreux obstacles naturels et routiers à franchir, le transport par câble a été privilégié.
Ce projet nécessitera l’implantation de 35 pylônes de hauteur variable bien que la hauteur moyenne du passage du câble soit estimée à 20 mètres afin de franchir les différents obstacles tels que les voies de chemin de fer, les lignes électriques et des bâtiments). Un tiers du parcours est habité, c'est pourquoi un trajet en ligne droite n’a pas été privilégié,.
La configuration (couleur, aménagement, accessibilité) des cabines, estimée à un maximum de douze places, leur accessibilité et l’aménagement des espaces publics autour des stations ont fait l'objet d'une demande d'avis auprès des habitants de la métropole sur un site dédié en 2021 et 2022. 24 cabines devraient être mises en service au lancement et 66 à terme.

## Tracé et stations

### Tracé

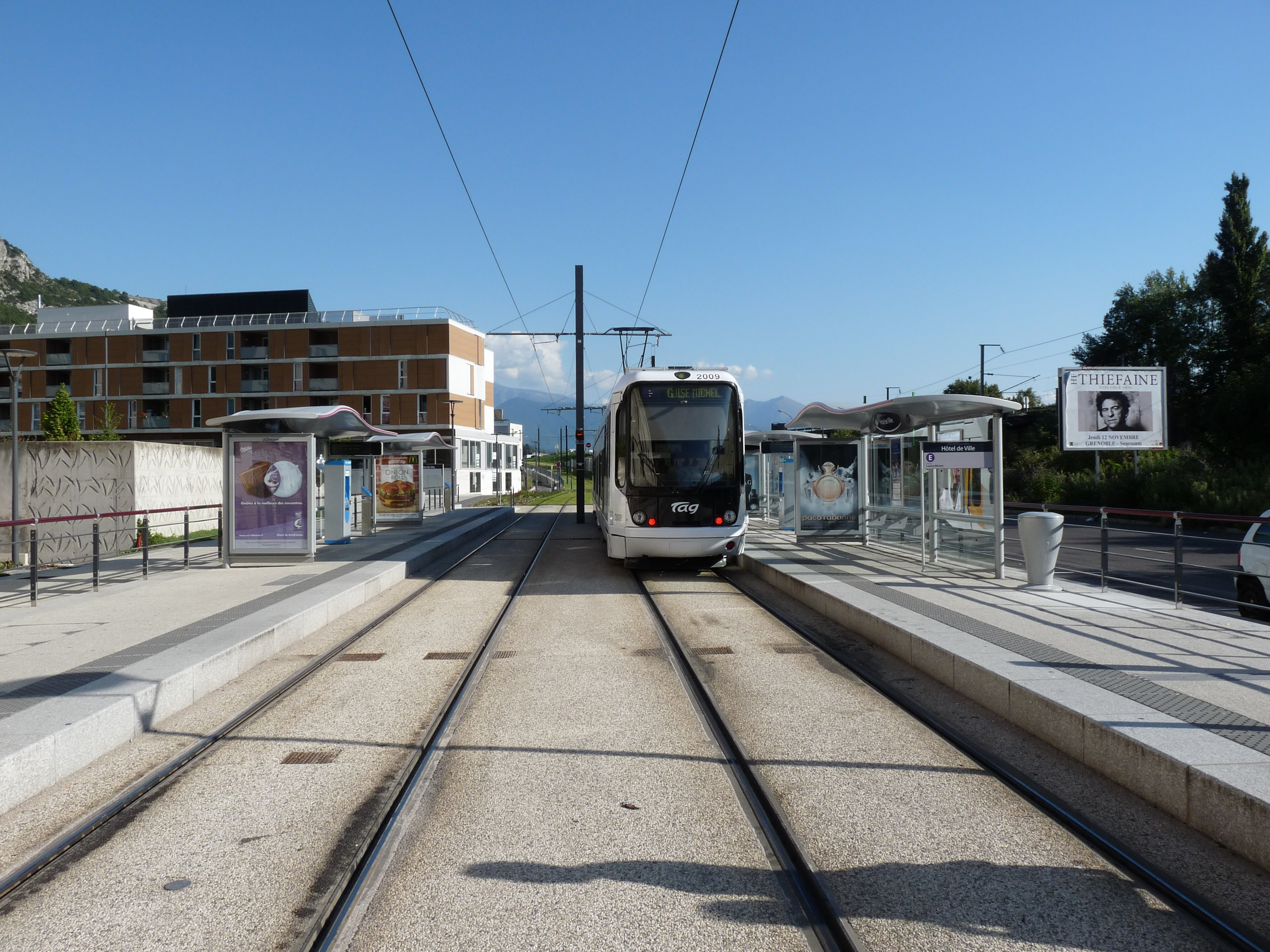
Station Saint-Martin-le-Vinoux Hôtel de Ville

Le départ de la ligne (à l'est) est prévu au niveau de la station de tramway Saint-Martin-le-Vinoux Hôtel de Ville de la ligne E. Elle doit ensuite franchir la voie ferrée, l'autoroute A48 et l'Isère pour arriver au niveau de la station de tramway Presqu'île de la ligne B. Une variante envisagée consiste à desservir le Parc d'Oxford accueillant  l'ensemble des services hydrauliques d'EDF, grâce à une station intermédiaire.
La ligne continuerait ensuite vers une station technique (dénommée Presqu'île Ouest dans le projet) située en bordure de l'autoroute A480 et qui lui permettrait de bifurquer en direction de Sassenage, où une station Argentière est prévue au niveau de l'arrêt de bus actuel Chamechaude.
Ensuite, elle longerait la rue de l'Argentière jusqu'au croisement avec la rue Colonel Manhès où une station portant le nom de La Saulée lui ferait prendre la direction sud, jusqu'au niveau du parking du centre commercial dans le quartier de La Poya à Fontaine, où le terminus serait implanté. La station de tramway La Poya de la ligne A se trouve à proximité.
L'ouverture au public de la station Presqu'île Ouest est envisagée, soit dès la mise en service de la ligne, soit dans un deuxième temps.

### Liste des stations
Voici, ci-dessous, la liste des stations prévues et leurs correspondances avec le tramway (selon le projet officiel) :

|  |   |  | Stations                                                              | Communes               | Correspondances |
|  | - |  | --------------------------------------------------------------------- | ---------------------- | --------------- |
|  | ■ |  | Hôtel de Ville                                                        | Saint-Martin-le-Vinoux | E               |
|  | • |  | Oxford (place de la Résistance)                                       | Grenoble               | B               |
|  | • |  | Presqu'île Ouest (station technique, ouverture au public optionnelle) | Grenoble               |                 |
|  | • |  | Argentière                                                            | Sassenage              |                 |
|  | • |  | La Saulée                                                             | Sassenage              |                 |
|  | ■ |  | La Poya                                                               | Fontaine               | A               |

### Exploitation
Prévue pour être ouverte en 2026, la ligne fera partie du réseau TAG et sera accessible selon la tarification ordinaire. Elle sera indicée T1 dans la perspective d'une réorganisation du réseau de tramway dans lequel elle sera intégrée. La fréquentation de la ligne est estimée à 5 000 passagers par jour à son ouverture pour atteindre 8 500 à l'horizon 2030. Le temps de parcours sera de 15 minutes avec une fréquence de 71 secondes en début de l'exploitation.

## Réactions, avis officiels et oppositions
Soutenu par la majorité des conseillers élus de Grenoble-Alpes Métropole, le projet a cependant entrainé certains polémiques du fait de son coût et de son implantation sur des terres agricoles.

### Avis de la chambre régionale des comptes
Dans son « rapport d’observations définitives – Syndicat mixte des transports en commun (SMTC) de l’agglomération grenobloise », assez critique, publié le 16 décembre 2021, la chambres régionale et territoriale des comptes (CRTC) indique que: 
« La géographie du territoire est le motif mis en avant par le syndicat pour expliquer le choix de ce mode de transport sur cet axe. L’argumentaire est insuffisamment détaillé au regard des choix opérés sur d’autres parties du territoire également saturés et urbanisés, et du coût estimé du projet. »
Le texte précise également que : « ...les arbitrages n’ont pas été documentés, notamment par des études prospectives sur l’impact financier en investissement et en fonctionnement. »

### Avis du conseil départemental de l'Isère
Le 18 octobre 2022, l'ancien député LR Jean-Pierre Barbier, actuel président du conseil départemental de l'Isère, déclare que sa collectivité ne financera pas le projet de câble urbain car il ne le considère pas comme prioritaire, argumentant que la principale difficulté de circulation des populations locale se présenterait dans un sens nord-sud ce qui ne correspond pas à ce projet qui relie la partie est (Saint-Martin-le-Vinoux) à la partie ouest (Fontaine) de l'agglomération.

### Avis de la Mission Régionale d'Autorité environnementale
A la fin de son rapport publié sur son site le 28 février 2023, la MRAe recommande  de « compléter l’évaluation environnementale de la procédure de mise en compatibilité du PLU à la communauté métropolitaine et d’ajuster son analyse afin de prendre en compte les dispositions du PPRI du Drac une fois que celui-ci sera approuvé », ainsi que de « revoir en profondeur l’analyse des conséquences prévisibles du projet sur le développement éventuel de l'urbanisation, et le cas échéant prévoir les mesures ERC nécessaires. »
Même si cet avis officiel reconnait la richesse des informations apportés dans le document fourni par l'autorité conceptrice de l'ouvrage, la MRAe recommande également « de réinterroger les prévisions de trafic à la lumière a minima de l’enquête ménage de 2020 voire de données plus actualisées tenant compte de l’après crise sanitaire, et d’en tirer les conclusions pour le présent projet. ».

### Avis de la commission d'enquête publique
Le 26 mars 2024, la commission d’enquête publique a rendu un avis défavorable et ses conclusions ont été publiées sur le site officiel de la Préfecture de l'Isère. Celles-ci sont motivées par de nombreuses critiques précises, notamment pour « un budget d’investissement trop élevé et à une consommation énergétique trop importante qui obère un gain en C02 déjà ténu. ».

### Oppositions au projet

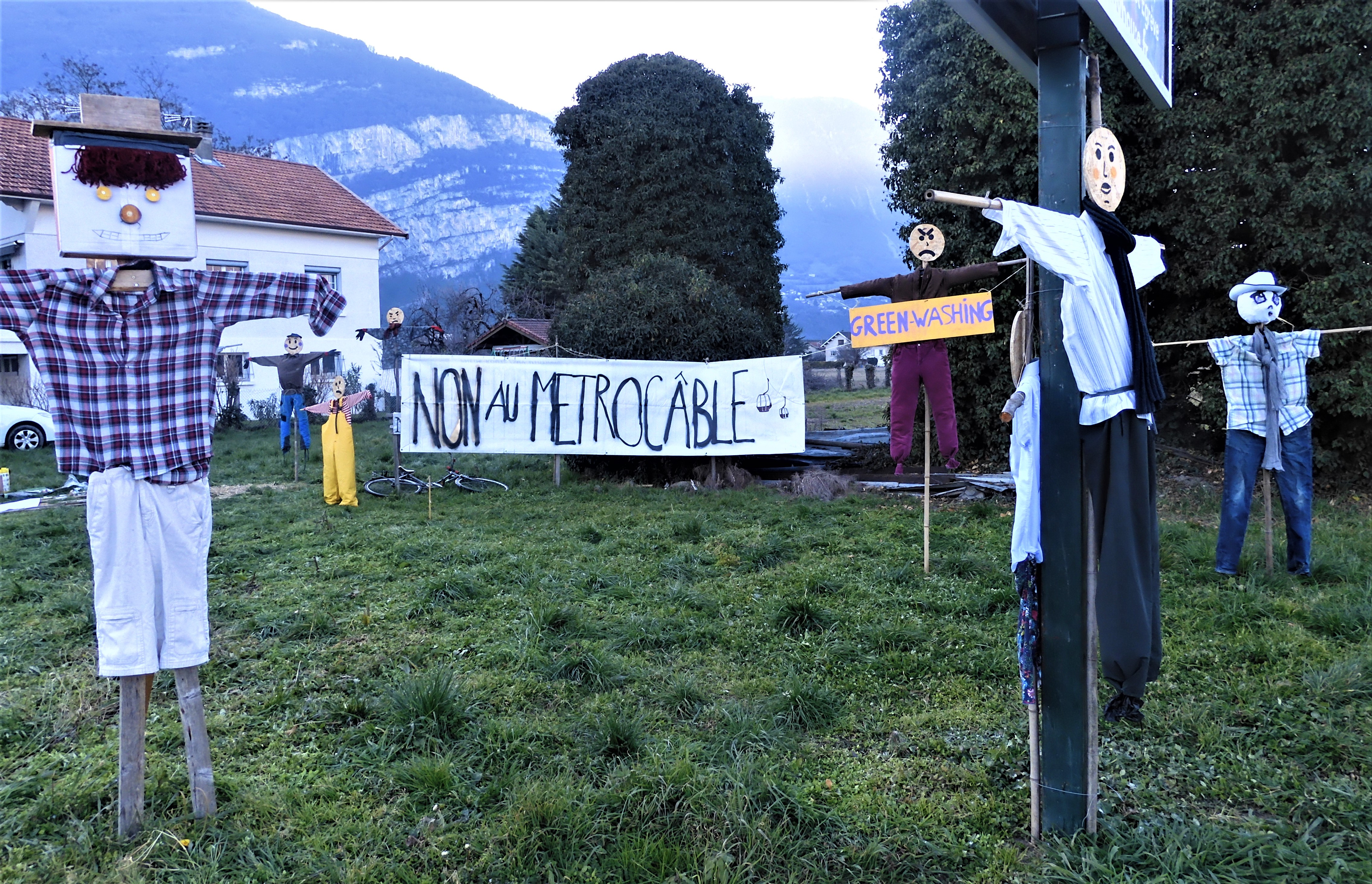
Panneau "antimétrocable" à l'entrée de Sassenage

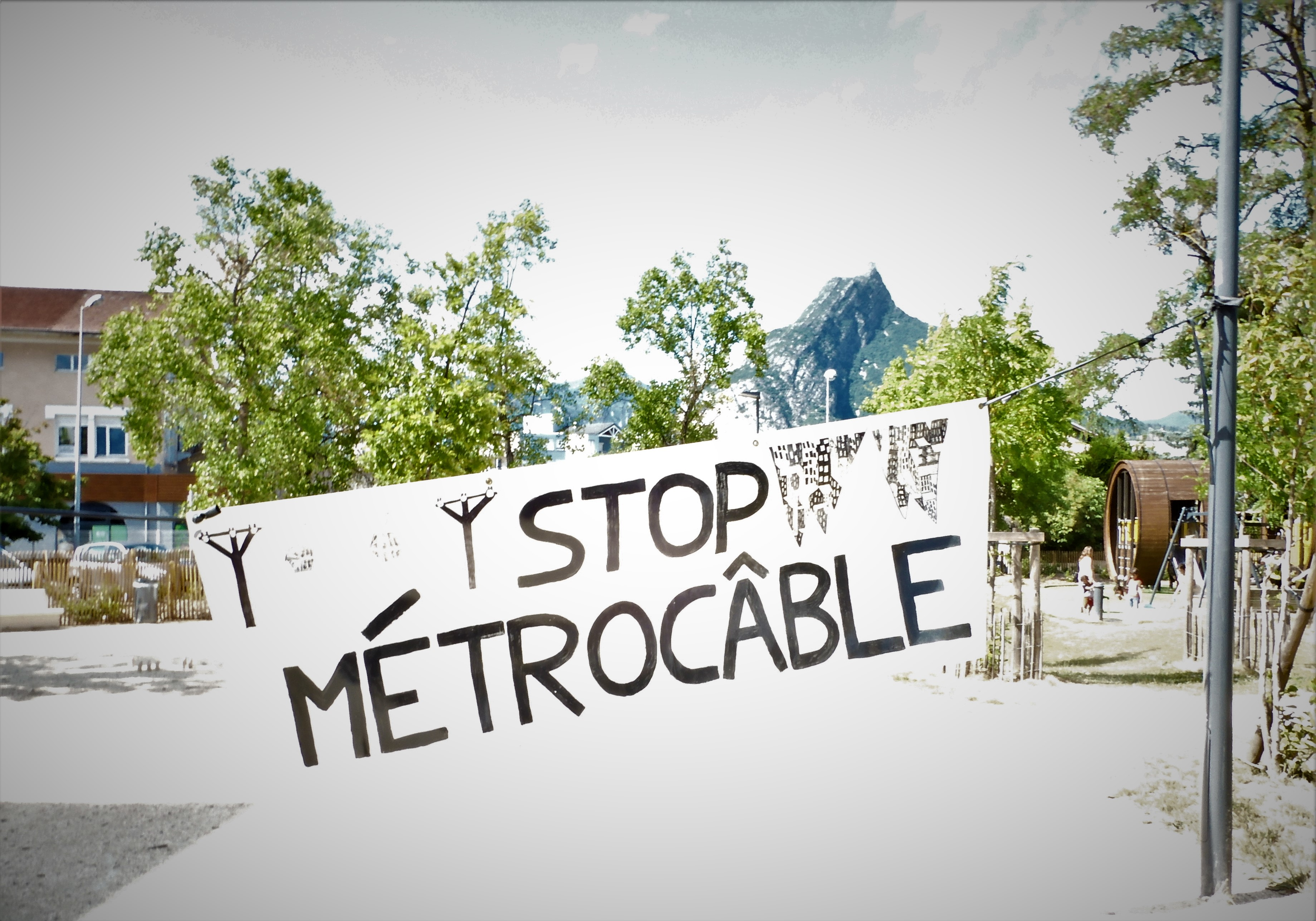
Panneau "antimétrocable" à Fontaine

Plusieurs collectifs d'habitants se sont mis en place afin de s'opposer à ce projet et militent afin d'informer les riverains de leur action, notamment, à Fontaine, dans le quartier de la Presqu'île de Grenoble mais aussi à Sassenage où des panneaux sont apparus sur les diverses maisons et bâtiments situés rue de l'Argentière, secteur directement concerné par le tracé, afin de dénoncer le manque de concertation préalable et d'information de la part des élus et concepteurs du projet.
Ces opposants déclarent dénoncer un projet de transport par câble, « jugé inutile pour un coût exorbitant », ainsi que le projet immobilier dénommé Les Portes du Vercors qui y est associé situé entre Fontaine et Sassenage et qui devrait affecter des dizaines d’hectares de terres agricoles, selon ce collectif. les opposants reprochent également aux élus locaux de ne pas avoir été entendus durant les précédentes phases de concertation. Une réunion est organisée le 9 juin 2022 par le maire et le Collectif métrocâble Sassenage avait pour but d’appeler à la mobilisation contre le projet de câble ainsi que d'appeler à la mobilisation avant l’enquête publique qui aura lieu en septembre de la même année.
Une manifestation à vélo dénommée « vélorution »  est organisée le 12 juin 2022 contre le projet de Métrocable. D'une longueur de 3,7 kilomètres, elle suit le tracé du futur moyen de transport de la métropole, de Saint-Martin-le-Vinoux à Fontaine. Emmanuel Colin de Verdière, président de l'ADTC, une des principales associations des usagers du transport de l'agglomération, présent lors de la manifestation et opposant historique au métrocable, conteste l'utilité même de ce projet. Il avait déjà précisé lors d'un précédent communiqué, publié en août 2021 du risque de fréquentation très réduit, tout en avançant une proposition alternative « pour un potentiel de report modal plus important ». D'autres actions, afin de dénoncer la possible dégradation par ces travaux des sols agricoles de la commune de Sassenage, ont été effectuées de façon plus ludiques notamment durant le mois de février (notamment par l'installation d'épouvantails censés empêcher la venue du téléphérique à l'instar des oiseaux prédateurs de récoltes.
Dans son site, l'association politique ADES, qui appartient à la majorité politique du conseil municipal de Grenoble, précise que depuis la disparition du projet de Bus à haut niveau de service qui devait relier la presqu'île aux grandes entreprises du Grésivaudan, « l’intérêt du câble est nettement moins intéressant. ». ADES prend dès lors la décision de relayer l'appel des opposants au projet le 21 mai 2022.
Le 24 juin 2022, à quelques semaines de la nouvelle enquête publique, les élus sassenageois et le collectif « métrocâble Sassenage » ont organisé un barrage filtrant la circulation dans la rue de l'Argentière pour réaffirmer leur refus du projet. Une manifestation d'opposants se déroule le 30 septembre 2022 devant le siège de Grenoble-Alpes Métropole. Ceux-ci veulent dénoncer un projet qui, selon eux, va artificialiser plusieurs dizaines d’hectares de terres agricoles pour un « gain écologique faible ».
Sassenage, une des communes les plus affectées par la ligne de téléphérique, refuse le projet. Le maire de cette commune, dont le propos est rapporté par le quotidien Le Dauphiné Libéré, qualifie le métrocâble  « d’ineptie et de gaspillage d’argent public », propos qu'il publie également dans le journal municipal,.

## Suspension du projet
En décembre 2024, le Syndicat mixte des mobilités de l'aire grenobloise (SMMAG), organisme gestionnaire des transports de l'agglomération grenobloise est mis en pause durant au moins deux ans afin d'être « repensé ».

En parallèle, de nouvelles études seront réalisées pour « actualiser les données et repenser le projet de Métrocâble », le Smmag annonce également que deux autres projets de transports par câble sont à l’étude dans la vallée du Grésivaudan.